# بيل مور (لاعب كرة قاعدة)
بيل مور (بالإنجليزية: Bill Moore) هو لاعب كرة قاعدة أمريكي، ولد في 12 ديسمبر 1901، وتوفي في 24 مايو 1972.